# Pelvimetría

Pelvímetro

Pelvimetría es la medición de la pelvis de la mujer en relación con el nacimiento de un bebé. Los servicios obstétricos tradicionales dependían mucho de la pelvimetría ya que ayudaban a definir si el parto debía ser natural o si se necesitaba realizar una cesárea.

## Uso
La pelvimetría se utiliza para llevar a cabo de forma rutinaria para discernir si el parto espontáneo era médicamente aconsejable. Las mujeres cuya pelvis fue considerada demasiado pequeña necesitaban recibir cesárea en lugar de dar a luz naturalmente. Las investigaciones indican que la pelvimetría no es una herramienta de diagnóstico útil, y que en todos los casos se debe facilitar el trabajo espontáneo de parto.
La pelvis de una mujer se afloja hasta antes del nacimiento (con la ayuda de las hormonas) y en una mujer en posición vertical y/o en cuclillas puede nacer un bebé considerablemente más grande. Una mujer en posición de litotomía (acostada boca arriba con las piernas elevadas) es más que probable que no vaya a empujar a un bebé más grande que el producto promedio debido al tamaño de la salida que genera esta posición.

## Terminología
Los términos usados en pelvimetría comúnmente son usados en obstetricia y MRI.

### Planos pélvicos

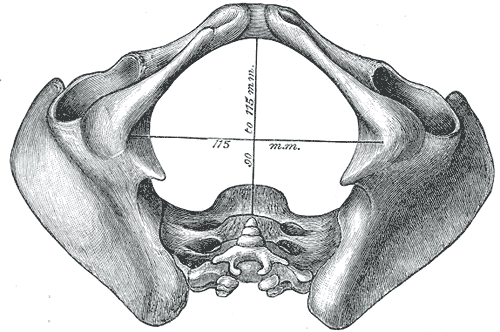
Diámetro de la parte inferior de la Pelvis baja (Mujer).

- Entrada pélvica: La línea entre los puntos óseos más estrechos formado por el promontorio sacro y el arco púbico interno se denomina conjugado obstétrico: 10,5 cm o más. Esta línea anteroposterior en la entrada es 1,05 cm. menos que el conjugado diagonal (distancia desde la superficie inferior del arco púbico al promontorio sacro). El diámetro transversal de la entrada de la pelvis mide 13,5 cm.

- Pelvis media: La línea entre los puntos más estrechos de hueso conecta las espinas ciáticas o isquiáticas; típicamente excede 12 cm.

- Salida pélvica: Es la distancia entre las tuberosidades isquiales (normalmente 10 cm) y la forma angular del arco púbico.

### Tipos de pelvis
La obstetricia tradicional menciona que existen 4 tipos de pelvis:
- Ginecoide: Forma ideal, con forma circular a ligeramente oval (entrada de obstetricia ligeramente menos transversal): mejores probabilidades de parto vaginal normal.
- Androide: Entrada triangular y prominentes espinas ciáticas o isquiáticas, más angulado arco púbico.
- Antropoide: Es el mayor diámetro transversal es menor que el diámetro posterior (obstetricia).
- Platypelloid: Entrada plana con diámetro obstétrico acortado.

### Relación fetal
- Compromiso: El feto está comprometido si la parte más amplia de la cabeza no pasa la entrada (típicamente es mayor la circunferencia de la cabeza).

- Estación: Relación de la parte ósea que se presenta del feto a las espinas ciáticas o isquiáticas maternas. Si en el nivel de las espinas es en "0 (cero)" de la estación, si lo aprueba la ley de 2 cm. es en la estación de "+ 2".

- Actitud: Relación de la cabeza fetal con la espina dorsal: flexionadas, neutral ("militar"), o actitudes extendidas son posibles.

- Posición: Relación presentada por parte de la pelvis materna, es decir, RP = occipital derecha posterior, o LOA = occipital izquierdo anterior.

- Presentación: Relación entre la entrada pélvica y el feto: presentación cefálica, podálica (frank completa e incompleta, o trivial), cara, cejas, mentón u hombro.

- Situación : Relación entre el eje longitudinal del feto y el eje largo del útero: transversal, longitudinal y oblicua.

- Caput or Caput succedaneum: Edema formado normalmente por el tejido que cubre el cráneo fetal durante el parto vaginal.